# Pailherols
Pailherols est une commune française située dans le département du Cantal, en région Auvergne-Rhône-Alpes. Située dans le pays traditionnel du carlades, au sein du massif des Monts du Cantal, elle est issue du démembrement en 1789 de la paroisse de Raulhac.

## Géographie
La commune de Pailherols, traversée par le 45e parallèle nord, est de ce fait située à égale distance du pôle Nord et de l'équateur terrestre (environ 5 000 km).
Pailherols est une commune située dans le parc des Volcans d'Auvergne et arrosée par la Beauté. Village de montagne situé à près de 1000 mètres d'altitude, Pailherols mêle modernité et tradition. Porte d'entrée vers le Plomb du Cantal, le village est blotti sur le plateau de Barrès, un petit plateau volcanique composé de basalte et de phonolite. La mise en valeur agricole du plateau laisse une place largement prépondérante aux herbages : prairies de fauche qui cèdent la place, aux altitudes les plus élevées, à des estives peuplés l'été par les vaches de Salers et abritant une flore riche et préservée, dont quelques fleurs rares de montagne. Dans la partie basse, le parcellaire, assez lâche, est délimité par un réseau bocager qui tend à disparaître progressivement sous l’effet du regroupement des parcelles.
Au côté d'un élevage extensif traditionnel, le village a su se mettre en valeur pour accueillir le visiteur, au travers de pistes de ski de fond ou de chemin de randonnée. Il possède aussi quelques vieilles maisons et quelques burons qui ont été restaurés pour devenir des gîtes touristiques ou offrir des chambres d'hôtes.

### Communes limitrophes
Les communes limitrophes sont  Brezons, Jou-sous-Monjou, Lacapelle-Barrès, Malbo, Mur-de-Barrez, Raulhac, Saint-Clément, Saint-Jacques-des-Blats et Thérondels.
| Saint-Clément   | Saint-Jacques-des-Blats, Brezons | Malbo                |
| Jou-sous-Monjou | Pailherols                       | Lacapelle-Barrès     |
| Raulhac         | Mur-de-Barrez (Aveyron)          | Thérondels (Aveyron) |

### Climat
Pour des articles plus généraux, voir Climat d'Auvergne-Rhône-Alpes et Climat du Cantal.
En 2010, le climat de la commune est de type climat de montagne, selon une étude du CNRS s'appuyant sur une série de données couvrant la période 1971-2000. En 2020, Météo-France publie une typologie des climats de la France métropolitaine dans laquelle la commune est exposée à un climat de montagne ou de marges de montagne et est dans la région climatique  ouest et nord-ouest du Massif Central, caractérisée par une pluviométrie annuelle de 900 à 1 500 mm, maximale en automne et en hiver. 
Pour la période 1971-2000, la température annuelle moyenne est de 8,1 °C, avec une amplitude thermique annuelle de 15 °C. Le cumul annuel moyen de précipitations est de 1 601 mm, avec 13,5 jours de précipitations en janvier et 9 jours en juillet. Pour la période 1991-2020, la température moyenne annuelle observée sur la station météorologique de Météo-France la plus proche, sur la commune de Marmanhac à 17 km à vol d'oiseau, est de 10,6 °C et le cumul annuel moyen de précipitations est de 1 461,7 mm,. Pour l'avenir, les paramètres climatiques de la commune estimés pour 2050 selon différents scénarios d'émission de gaz à effet de serre sont consultables sur un site dédié publié par Météo-France en novembre 2022.

## Urbanisme

### Typologie
Au 1er janvier 2024, Pailherols est catégorisée commune rurale à habitat très dispersé, selon la nouvelle grille communale de densité à 7 niveaux définie par l'Insee en 2022.
Elle est située hors unité urbaine et hors attraction des villes,.

### Occupation des sols

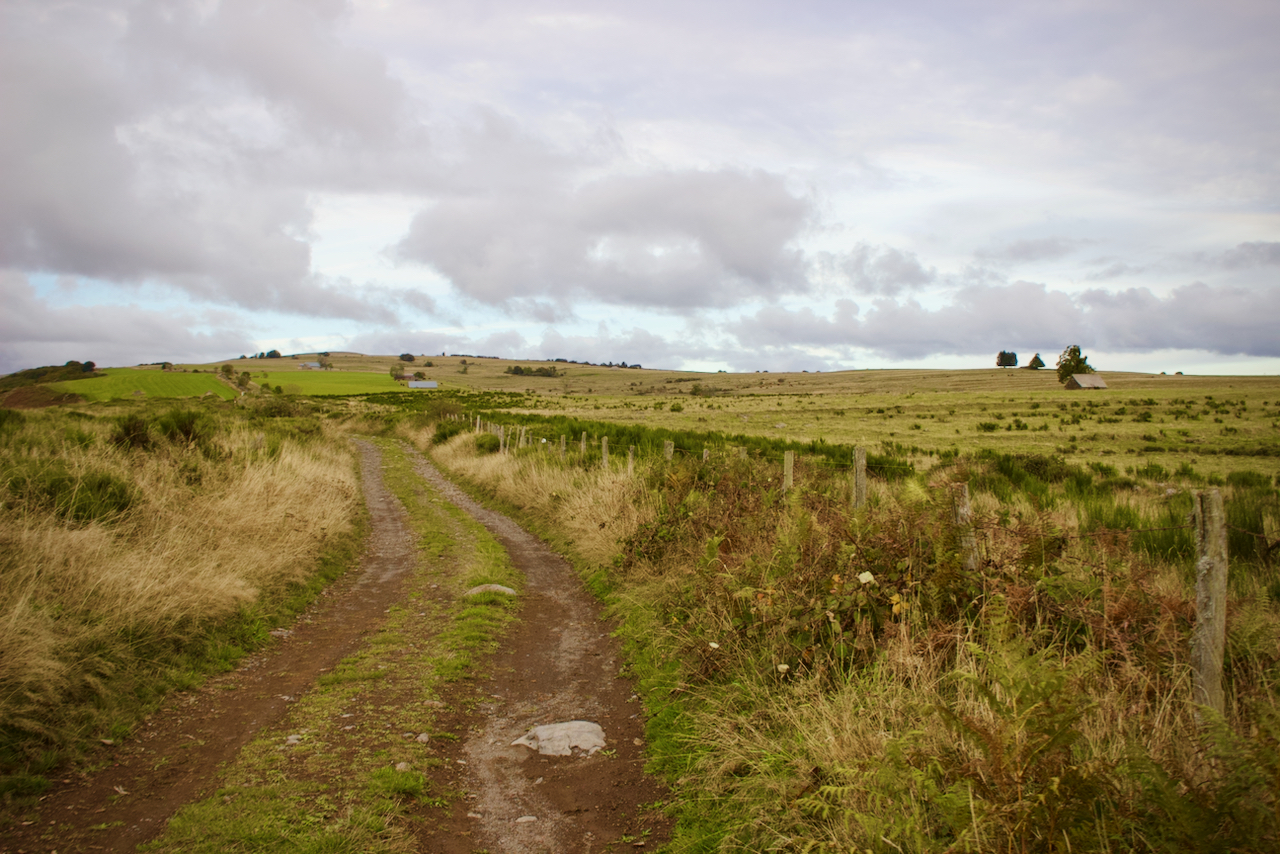
Les estives de Pailherols.

L'occupation des sols de la commune, telle qu'elle ressort de la base de données européenne d’occupation biophysique des sols Corine Land Cover (CLC), est marquée par l'importance des forêts et milieux semi-naturels (55,4 % en 2018), en diminution par rapport à 1990 (57,2 %). La répartition détaillée en 2018 est la suivante : 
milieux à végétation arbustive et/ou herbacée (50,2 %), prairies (41,6 %), forêts (5,2 %), zones agricoles hétérogènes (1,7 %), zones humides intérieures (1,4 %). L'évolution de l’occupation des sols de la commune et de ses infrastructures peut être observée sur les différentes représentations cartographiques du territoire : la carte de Cassini (XVIIIe siècle), la carte d'état-major (1820-1866) et les cartes ou photos aériennes de l'IGN pour la période actuelle (1950 à aujourd'hui).

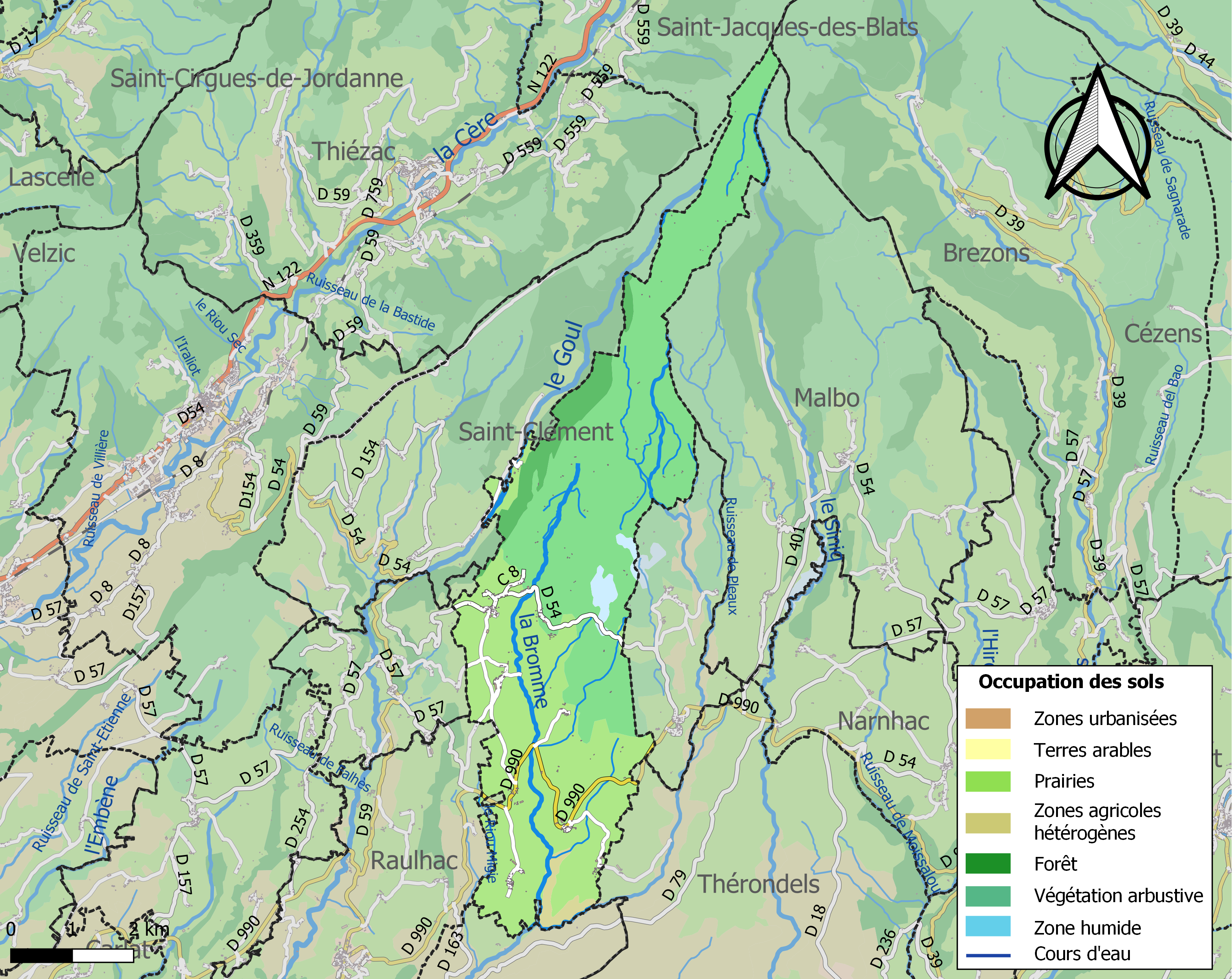
Carte des infrastructures et de l'occupation des sols de la commune en 2018 (CLC).

### Habitat et logement
En 2018, le nombre total de logements dans la commune était de 117, alors qu'il était de 118 en 2013 et de 121 en 2008.
Parmi ces logements, 49,2 % étaient des résidences principales, 39,6 % des résidences secondaires et 11,2 % des logements vacants. Ces logements étaient pour 97,5 % d'entre eux des maisons individuelles et pour 2,5 % des appartements.
Le tableau ci-dessous présente la typologie des logements à Pailherols en 2018 en comparaison avec celle du Cantal et de la France entière. Une caractéristique marquante du parc de logements est ainsi une proportion de résidences secondaires et logements occasionnels (39,6 %) supérieure à celle du département (20,4 %) et à celle de la France entière (9,7 %). Concernant le statut d'occupation de ces logements, 89,7 % des habitants de la commune sont propriétaires de leur logement (89,7 % en 2013), contre 70,4 % pour le Cantal et 57,5 pour la France entière.
| Typologie                                               | Pailherols | Cantal | France entière |
| ------------------------------------------------------- | ---------- | ------ | -------------- |
| Résidences principales (en %)                           | 49,2       | 67,7   | 82,1           |
| Résidences secondaires et logements occasionnels (en %) | 39,6       | 20,4   | 9,7            |
| Logements vacants (en %)                                | 11,2       | 11,9   | 8,2            |

## Histoire
Pailherols fait partie du Carladès qui était autrefois possédé par les vicomtes de Carlat.
Le nom de Pailherols pourrait venir du génitif de Pailhés, lieu-dit situé à proximité. Dernier tissu d'habitat sédentaire avant la traversée des monts du Cantal, le village est construit à l'écart de l'Estrada, désignée comme une  voie romaine  sur la carte de Cassini, qui permettait aux fruits et au sel en provenance du sud et de l'ouest de traverser les monts du Cantal. Cette route est attestée par les textes dès le XIIe siècle.
Le village prend véritablement forme au XVIe siècle, avec l'arrivée d'une Vierge miraculeuse.
À ce moment, il reçoit une série de dons qui lui permettent d'établir une église, succursale de celle de Raulhac. Ces dons se manifestent en particulier par un tableau, aujourd'hui monument historique, offert par les  seigneurs de Cropières. Dans ce même temps, il reçoit du roi  François Ier, le privilège d'organiser deux foires annuelles. La dernière à survivre, la foire dite des cerises, le premier dimanche de juin, donne aujourd'hui lieu à la fête des fromages. La deuxième, traditionnellement le premier dimanche après le 15 août, est encore traditionnellement un pèlerinage à la vierge et tient lieu de fête paroissiale. Cette église est alors une succursale de la paroisse de Raulhac.
Institué comme commune à la Révolution, le village se développe comme un trait d'union entre les estives et l'habitat sédentaire.

### Légende de Notre Dame de Pailherols
Un marchand ramenait de Cahors une vierge en plâtre qu'il destinait à sa femme. Résidant à l'auberge locale, il s'aperçut le lendemain de la disparition de son présent. Il revint à l'auberge et fit chercher son bien que l'on retrouva au pied d'un buisson. Par trois fois, il constata la disparition de la statuette avant de franchir le col, par trois fois on retrouva la vierge au même endroit. On en vint à voir un signe divin et une église fut construite à l'emplacement du buisson.
Un pèlerinage annuel a lieu le dimanche après l'Assomption. Le livre de Notre-Dame de Pailherols fait état de plusieurs miracles. C'est en souvenir de l'exclamation d'un jeune aveugle ayant retrouvé la vue au retour d'un pèlerinage que le ruisseau qui borde le bourg s'appelle la Beauté.
En limite de Pailherols, sur le chemin du  Plomb du Cantal, se trouve aussi la chapelle du Cantal qui était la paroisse d'été des bergers.

## Politique et administration
| Période                                  | Période                       | Identité      | Étiquette | Qualité     |
| ---------------------------------------- | ----------------------------- | ------------- | --------- | ----------- |
| Les données manquantes sont à compléter. |                               |               |           |             |
| mars 1983                                | mars 2014                     | Pierre Bonal  | DVD       | Agriculteur |
| mars 2014                                | En cours (au 14 juillet 2020) | Claude Prunet | DVD       | Agriculteur |

## Démographie
L'évolution du nombre d'habitants est connue à travers les recensements de la population effectués dans la commune depuis 1793. Pour les communes de moins de 10 000 habitants, une enquête de recensement portant sur toute la population est réalisée tous les cinq ans, les populations de référence des années intermédiaires étant quant à elles estimées par interpolation ou extrapolation. Pour la commune, le premier recensement exhaustif entrant dans le cadre du nouveau dispositif a été réalisé en 2007.

En 2022, la commune comptait 137 habitants, en évolution de +5,38 % par rapport à 2016 (Cantal : −1,08 %, France hors Mayotte : +2,11 %).
| 1793 | 1800 | 1806 | 1821 | 1831 | 1836 | 1841 | 1846 | 1851 |
| ---- | ---- | ---- | ---- | ---- | ---- | ---- | ---- | ---- |
| 649  | 649  | 763  | 750  | 713  | 728  | 751  | 816  | 655  |

| 1856 | 1861 | 1866 | 1872 | 1876 | 1881 | 1886 | 1891 | 1896 |
| ---- | ---- | ---- | ---- | ---- | ---- | ---- | ---- | ---- |
| 684  | 641  | 626  | 600  | 600  | 562  | 582  | 531  | 507  |

| 1901 | 1906 | 1911 | 1921 | 1926 | 1931 | 1936 | 1946 | 1954 |
| ---- | ---- | ---- | ---- | ---- | ---- | ---- | ---- | ---- |
| 488  | 517  | 523  | 424  | 393  | 378  | 399  | 402  | 354  |

| 1962 | 1968 | 1975 | 1982 | 1990 | 1999 | 2006 | 2007 | 2012 |
| ---- | ---- | ---- | ---- | ---- | ---- | ---- | ---- | ---- |
| 332  | 301  | 213  | 195  | 171  | 153  | 165  | 167  | 137  |

| 2017 | 2022 | - | - | - | - | - | - | - |
| ---- | ---- | - | - | - | - | - | - | - |
| 127  | 137  | - | - | - | - | - | - | - |

## Économie
- Hôtel-restaurant-spa « Chez Marie »[19].

## Culture locale et patrimoine

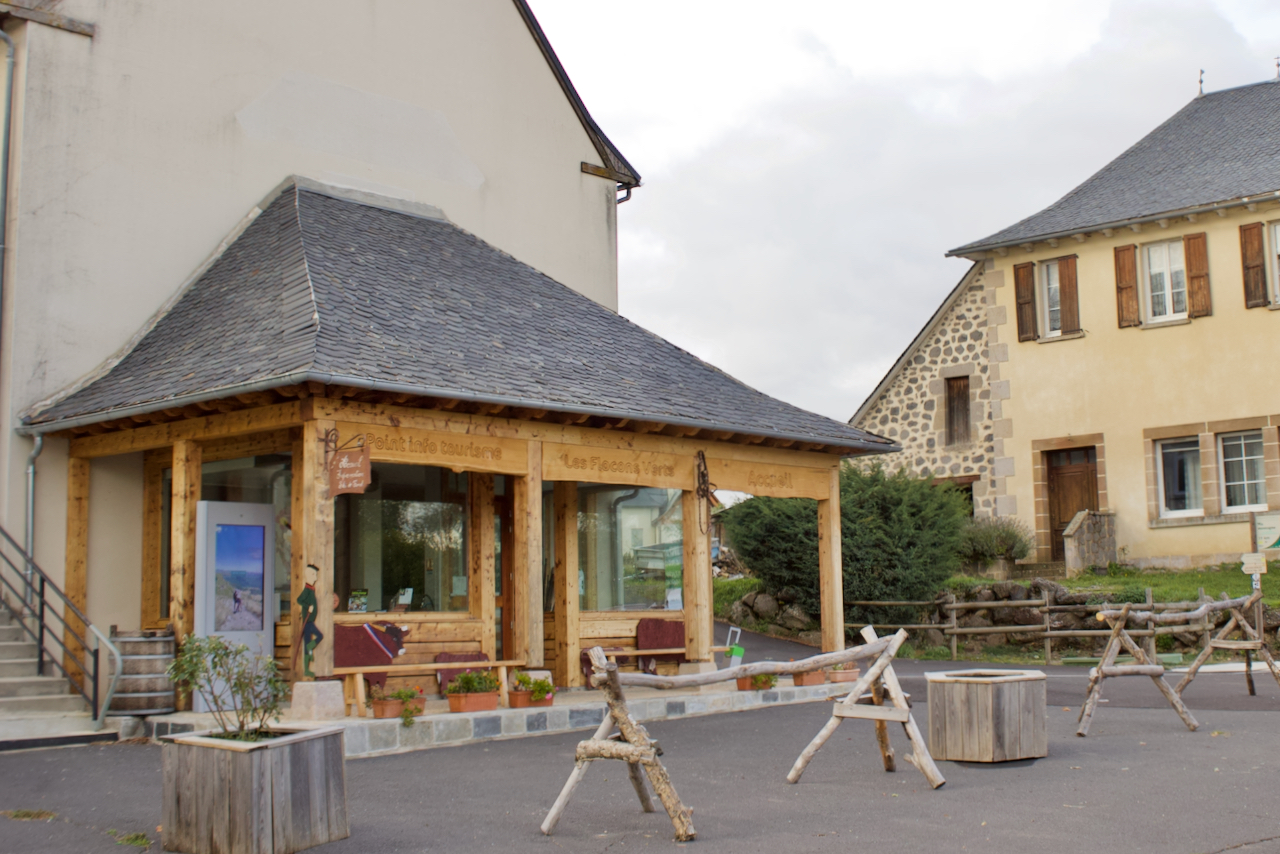
L'accueil du domaine nordique

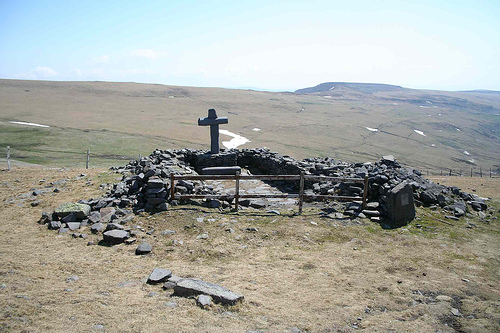
La Chapelle du Cantal (oratoire)

### Lieux et monuments
- Espace nordique de Pailherols, ski de fond, raquettes, luge.
- Église Notre-Dame-de-l'Assomption
- Église Sainte-Jeanne-de-Chantal de Barriac
- Chapelle du Cantal, au nord du territoire communal
- Site archéologique des habitations du Puy de Bane, classé au titre des monuments historiques par arrêté du 9 juin 1923

#### Art  contemporain
Le 10 juin 2016, Ma Montagne, une œuvre de Camille Henrot est inaugurée. 38 sculptures blanches inspirées des barrières mobiles traditionnelles qui servent à fermer les parcelles d'estives ont été implantées dans la montagne, sur les chemins de randonnées. C'est un hommage aux buronniers. À l'entrée du village, une installation représente, le vestiaire du berger et marque le point de départ symbolique d'une montée aux estives. L'ensemble est un alphabet inspiré des trigrammes du Yi King.

### Personnalités liées à la commune
- Olivier Bertrand, fondateur et PDG du Groupe Bertrand[22].
- Camille Henrot, plasticienne